# Euphylidorea niveitarsis
Euphylidorea niveitarsis là một loài ruồi trong họ Limoniidae. Chúng phân bố ở miền Tân bắc.